# Weezer - Video Capture Device: Treasures from the Vault 1991-2002
Video Capture Device (abreviação de Weezer – Video Capture Device: Treasures from the Vault 1991–2002) é um DVD lançado pela banda americana de rock Weezer. Este contém filmagens de vários espectáculos musicais da história da banda, desde as suas fases iniciais de lançamento de carreira musical, reportada a 1991, até ao ano de 2002. O DVD também contém todos os vídeos musicais desde o The Blue Album até a Maladroit. Algumas filmagens bónus apresentam os bastidores da banda, os palcos, gravações em estúdio e entrevistas.

## Conteúdos Extra
Como conteúdos extraordinários do filme é possível encontrar os melhores momentos dos anúncios televisivos ao álbum Maladroit, tal como é possível aceder à apresentação bónus denominada de "Wig Fishin", em referência directa ao single "Keep Fishin'", no qual aparece o vocalista Rivers Cuomo a usar uma peruca loira longa durante uma aparição no programa televisivo britânico Popworld. A edição europeia do DVD não possui esta apresentação.

## Vendas
O DVD estreou-se no 1.º lugar na tabela da Billboard Top Music Video e vendeu cerca de 78,968 cópias até Outubro de 2005, o que lhe valeu a certificação de Ouro pela RIAA na categoria de DVD musical.

## Ligações Externas
- «Site oficial dos Weezer»
- Weezer – Video Capture Device: Treasures from the Vault 1991–2002. no IMDb.